# Frida Hansdotter
Frida Hansdotter (* 13. Dezember 1985 in Västerås) ist eine ehemalige schwedische Skirennläuferin. Ihre Spezialdisziplin war der Slalom, in dem sie zahlreiche Podestplätze erringen konnte, daneben fuhr sie auch Riesenslalom. Aufgrund ihrer vielen zweiten Plätze im Weltcup (acht vor dem ersten Sieg) und vergleichsweise wenigen Siege wurde sie zeitweise mitunter als „die ewige Zweite“ bezeichnet. In der Saison 2015/16 gewann sie den Slalomweltcup, 2018 wurde sie Slalom-Olympiasiegerin.

## Biografie
Im Januar 2001 kam Hansdotter erstmals bei FIS-Rennen zum Einsatz, im Dezember 2002 im Europacup. In der Saison 2004/2005 erreichte sie den fünften Platz in der Europacup-Slalomwertung. Ihr erstes Weltcup-Rennen bestritt sie 23. Oktober 2004 in Sölden. Am 11. November 2006 gewann sie ihre ersten Weltcuppunkte, als sie im Slalom von Levi auf Platz 13 fuhr. In der Saison 2007/2008 waren zwei siebte Plätze ihre besten Weltcupergebnisse, erzielt am 9. Dezember 2007 in Aspen und am 6. Januar 2008 in Špindlerův Mlýn.
Während der Saison 2008/2009 zeigte Hansdotter erneut konstant gute Leistungen. Am 7. März 2009 erzielte als Zweite des Weltcupslaloms von Ofterschwang den ersten Podestplatz ihrer Karriere, im Winter 2009/2010 kam sie allerdings in keinem Rennen unter die besten zehn. Bei den Weltmeisterschaften 2009 in Val-d’Isère und den Olympischen Winterspielen 2010 in Vancouver wurde sie jeweils 15. im Slalom. In der Saison 2010/2011 erzielte Hansdotter wieder zwei Top-10-Ergebnisse im Weltcup. Zudem erreichte sie im Slalom der Weltmeisterschaften 2011 in Garmisch-Partenkirchen den achten Platz. Während sie sich in den Vorjahren ausschließlich auf den Weltcup konzentriert hatte, startete Hansdotter in diesem Winter auch wieder im Europacup. Hinter Fanny Chmelar wurde sie Zweite in der Slalomwertung.
Am 11. Februar 2012 erreichte Hansdotter als Zweite des Slaloms von Soldeu zum zweiten Mal in ihrer Karriere und erstmals seit knapp drei Jahren einen Podestplatz im Weltcup. Mit weiteren drei Top-10-Ergebnissen wurde sie in der Saison 2011/2012 wie schon drei Jahre zuvor Neunte im Slalomweltcup. In der Saison 2012/2013 wurde sie in Slalomrennen bisher viermal Zweite. Bei den Weltmeisterschaften 2013 in Schladming gewann sie im Teamwettbewerb die Silber- und im Slalom die Bronzemedaille. In der Saison 2013/2014 fuhr Hansdotter zunächst zwei weitere Male auf den zweiten Platz in einem Weltcupslalom. Nach insgesamt acht zweiten Plätzen feierte Hansdotter am 2. Februar 2014 in Kranjska Gora ihren ersten Weltcupsieg. Am 13. Januar 2015 folgte beim Nachtslalom in Flachau der zweite Weltcupsieg. Bei den Weltmeisterschaften 2015 in Beaver Creek gewann sie die Slalom-Silbermedaille.
Im Winter 2015/16 zeichnete sich Hansdotter im Slalom durch eine beeindruckende Konstanz aus und profitierte dabei auch von der mehrwöchigen Pause der Slalom-Dominatorin Mikaela Shiffrin. Zwar gelang ihr wiederum nur ein Sieg (am 29. Dezember 2015 in Lienz), hinzu kamen jedoch je drei zweite und dritte Plätze. Sie schied in keinem einzigen Slalomrennen aus und war nie schlechter klassiert als auf dem 10. Platz. Dadurch sicherte sie sich bereits im vorletzten Rennen die Slalom-Disziplinenwertung. Im Riesenslalom gelang ihr ebenfalls eine markante Steigerung, mit sechs Top-10-Platzierungen. Bei den Weltmeisterschaften 2017 in St. Moritz gewann Hansdotter zwei Bronzemedaillen, im Mannschaftswettbewerb und im Slalom. Ein Jahr später gewann sie bei den Olympischen Winterspielen 2018 in Pyeongchang etwas überraschend die Goldmedaille im Slalom.
Am 17. März 2019 beendete Hansdotter mit dem Riesenslalom beim Weltcupfinale 2018/19 in Soldeu ihre aktive Karriere. Bei ihrer letzten Fahrt trug sie traditionelle schwedische Tracht und verteilte Zimtschnecken an ausgewählte Betreuer und Funktionäre.
Hansdotter ist eine Cousine zweiten Grades von Prinz Daniel, dem Ehemann der schwedischen Kronprinzessin Victoria.

## Erfolge

### Olympische Spiele
- Vancouver 2010: 15. Slalom
- Sotschi 2014: 5. Slalom, 13. Riesenslalom
- Pyeongchang 2018: 1. Slalom, 5. Mannschaftswettbewerb, 6. Riesenslalom

### Weltmeisterschaften
- Åre 2007: 30. Super-G
- Val-d’Isère 2009: 15. Slalom
- Garmisch-Partenkirchen 2011: 8. Slalom
- Schladming 2013: 2. Mannschaftswettbewerb, 3. Slalom, 5. Riesenslalom
- Vail/Beaver Creek 2015: 2. Slalom
- St. Moritz 2017: 3. Slalom, 3. Mannschaftswettbewerb
- Åre 2019: 5. Slalom, 5. Mannschaftswettbewerb, 11. Riesenslalom

### Weltcupwertungen
| Saison  | Gesamt | Gesamt | Riesenslalom | Riesenslalom | Slalom | Slalom | Kombination | Kombination | City Event * | City Event * |
| Saison  | Platz  | Punkte | Platz        | Punkte       | Platz  | Punkte | Platz       | Punkte      | Platz        | Punkte       |
| ------- | ------ | ------ | ------------ | ------------ | ------ | ------ | ----------- | ----------- | ------------ | ------------ |
| 2006/07 | 89.    | 45     | –            | –            | 30.    | 45     | –           | –           | –            | –            |
| 2007/08 | 53.    | 109    | 45.          | 8            | 19.    | 101    | –           | –           | –            | –            |
| 2008/09 | 28.    | 282    | 44.          | 13           | 9.     | 248    | 27.         | 21          | –            | –            |
| 2009/10 | 62.    | 89     | –            | –            | 18.    | 89     | –           | –           | –            | –            |
| 2010/11 | 46.    | 142    | –            | –            | 14.    | 142    | –           | –           | –            | –            |
| 2011/12 | 25.    | 297    | 45.          | 11           | 9.     | 286    | –           | –           | –            | –            |
| 2012/13 | 10.    | 615    | 12.          | 180          | 4.     | 435    | –           | –           | 7.           | 55           |
| 2013/14 | 10.    | 534    | 26.          | 46           | 2.     | 488    | –           | –           | –            | –            |
| 2014/15 | 6.     | 679    | 14.          | 110          | 2.     | 569    | –           | –           | –            | –            |
| 2015/16 | 5.     | 915    | 9.           | 204          | 1.     | 711    | –           | –           | –            | –            |
| 2016/17 | 13.    | 468    | 32.          | 36           | 4.     | 432    | –           | –           | –            | –            |
| 2017/18 | 9.     | 817    | 17.          | 136          | 3.     | 681    | –           | –           | –            | –            |
| 2018/19 | 8.     | 654    | 11.          | 175          | 5.     | 479    | –           | –           | –            | –            |

* In der Saison 2012/13 zählten die Ergebnisse der City Events zur Slalom-Disziplinenwertung.

### Weltcupsiege
- 35 Podestplätze in Einzelrennen, davon vier Siege:

| Datum             | Ort           | Land       | Disziplin |
| ----------------- | ------------- | ---------- | --------- |
| 2. Februar 2014   | Kranjska Gora | Slowenien  | Slalom    |
| 13. Januar 2015   | Flachau       | Österreich | Slalom    |
| 29. Dezember 2015 | Lienz         | Österreich | Slalom    |
| 10. Januar 2017   | Flachau       | Österreich | Slalom    |

- 5 Podestplatz bei Mannschaftswettbewerben, davon 2 Siege

### Europacup
- Saison 2004/05: 5. Slalomwertung
- Saison 2010/11: 2. Slalomwertung
- Saison 2011/12: 7. Slalomwertung
- 8 Podestplätze, davon 3 Siege:

| Datum             | Ort        | Land     | Disziplin |
| ----------------- | ---------- | -------- | --------- |
| 9. Januar 2005    | Leukerbad  | Schweiz  | Slalom    |
| 23. November 2008 | Funäsdalen | Schweden | Slalom    |
| 10. Dezember 2010 | Gressoney  | Italien  | Slalom    |

### Juniorenweltmeisterschaften
- Maribor 2004: 32. Riesenslalom, 46. Super-G, 48. Abfahrt
- Bardonecchia 2005: 13. Riesenslalom, 38. Abfahrt

### Weitere Erfolge
- 4 schwedische Meistertitel (Riesenslalom 2017, Slalom 2007, 2013 und 2018)
- 2 schwedische Junioren-Meistertitel (Super-G 2004, Slalom 2005)
- 17 Siege in FIS-Rennen

## Trivia
Im Mai 2020 stellte Hansdotter im Rahmen der schwedischen Fernsehshow Mästarnas mästare mit 26 Minuten einen neuen Rekord im Wandsitzen auf. Damit überbot sie die bisher bekannten Zeiten von Magdalena Forsberg (13 Minuten im Jahr 2013) und Evi Sachenbacher-Stehle (16 Minuten im Jahr 2017) deutlich.